# DCOP
O DCOP (Desktop COmmunication Protocol) é um protocolo que possibilita a comunicação entre aplicações do KDE.